# Caribbean Stars Fútbol Femenino
Le Caribbean Stars Fútbol Femenino est un club féminin de football portoricain basé à Caguas.

## Histoire
En 2019, le club s'engage pour la première fois en première division.
En 2025, les Caribbean Stars remportent le tournoi de clôture en battant le Coamo FC 3-0. C'est leur quatrième titre, le troisième consécutif. Le club se qualifie pour son premier tournoi de l'UNCAF.